# Channel One Cup 2011
Channel One Cup 2011, turnaj ze série Euro Hockey Tour byl hrán od 15. do 18. prosince 2011.

## Zápasy
| 15. prosince 2011 17:00 SEČ | Finsko | 0 – 3 (0:1, 0:0, 0:2) | Rusko | Megasport Arena, Moskva Návštěvnost: 14 000 |  |

| Report        |               |          |                                                      |                                        |
| Teemu Lassila | Teemu Lassila | Brankáři | Konstantin Barulin                                   | Rozhodčí: Milan Minář Vladimír Šindler |
|               |               |          | 17' Ilja Nikulin 43' Děnis Kokarev 56' Vadim Šipačov | Rozhodčí: Milan Minář Vladimír Šindler |
| 35 min        | 35 min        | Tresty   | 35 min                                               | Rozhodčí: Milan Minář Vladimír Šindler |
| 20            | 20            | Střely   | 28                                                   | Rozhodčí: Milan Minář Vladimír Šindler |

| 15. prosince 2011 18:20 SEČ | Česko | 1 – 2 (1:0, 0:2, 0:0) | Švédsko | SD aréna, Chomutov Návštěvnost: 5 225 |  |

| Report         |                |          |                                      |                                         |
| Jakub Štěpánek | Jakub Štěpánek | Brankáři | Viktor Fasth                         | Rozhodčí: Tom Laaksonen Heikki Tuomisto |
| Petr Průcha 1' | Petr Průcha 1' |          | 30' Dick Axelsson 35' Niklas Persson | Rozhodčí: Tom Laaksonen Heikki Tuomisto |
| 6 min          | 6 min          | Tresty   | 6 min                                | Rozhodčí: Tom Laaksonen Heikki Tuomisto |
| 24             | 24             | Střely   | 28                                   | Rozhodčí: Tom Laaksonen Heikki Tuomisto |

| 17. prosince 2011 11:00 SEČ | Rusko | 2 – 4 (0:1, 1:1, 1:2) | Švédsko | Megasport Arena, Moskva Návštěvnost: 12 000 |  |

| Report                                |                                       |          |                                                                                  |                                        |
| Konstantin Barulin                    | Konstantin Barulin                    | Brankáři | Viktor Fasth                                                                     | Rozhodčí: Milan Minář Vladimír Šindler |
| Sergej Širokov 31' Nikolaj Žerděv 44' | Sergej Širokov 31' Nikolaj Žerděv 44' |          | 11' Staffan Kronwall 26' Staffan Kronwall 45' Dick Axelsson 50' Staffan Kronwall | Rozhodčí: Milan Minář Vladimír Šindler |
| 8 min                                 | 8 min                                 | Tresty   | 26 min                                                                           | Rozhodčí: Milan Minář Vladimír Šindler |
| 14                                    | 14                                    | Střely   | 17                                                                               | Rozhodčí: Milan Minář Vladimír Šindler |

| 17. prosince 2011 15:00 SEČ | Česko | 5 – 1 (2:1, 1:0, 2:0) | Finsko | Megasport Arena, Moskva Návštěvnost: 6 000 |  |

| Report                                                                               |                                                                                      |          |                 |                                            |
| Tomáš Pöpperle                                                                       | Tomáš Pöpperle                                                                       | Brankáři | Mikko Koskinen  | Rozhodčí: Alexej Ravodin Anatolij Zacharov |
| Jakub Krejčík 8' Zbyněk Irgl 15' Zbyněk Irgl 23' Lukáš Krajíček 50' Petr Hubáček 52' | Jakub Krejčík 8' Zbyněk Irgl 15' Zbyněk Irgl 23' Lukáš Krajíček 50' Petr Hubáček 52' |          | 19' Oskar Osala | Rozhodčí: Alexej Ravodin Anatolij Zacharov |
| 18 min                                                                               | 18 min                                                                               | Tresty   | 24 min          | Rozhodčí: Alexej Ravodin Anatolij Zacharov |
| 23                                                                                   | 23                                                                                   | Střely   | 23              | Rozhodčí: Alexej Ravodin Anatolij Zacharov |

| 18. prosince 2011 11:00 SEČ | Rusko | 3 – 4 SN (1:1, 2:1, 0:1, 0:0, 0:1) | Česko | Megasport Arena, Moskva Návštěvnost: 14 000 |  |

| Report                                                       |                                                              |          |                                                                        |                                            |
| Michail Birjukov                                             | Michail Birjukov                                             | Brankáři | Jakub Štěpánek                                                         | Rozhodčí: Mikael Sjöqvist Morgan Johansson |
| Nikolaj Žerděv 8' Alexej Těreščenko 22' Alexandr Radulov 34' | Nikolaj Žerděv 8' Alexej Těreščenko 22' Alexandr Radulov 34' |          | 1' Roman Červenka 31' Roman Červenka 48' Tomáš Rolinek SN' Zbyněk Irgl | Rozhodčí: Mikael Sjöqvist Morgan Johansson |
| 4 min                                                        | 4 min                                                        | Tresty   | 8 min                                                                  | Rozhodčí: Mikael Sjöqvist Morgan Johansson |
| 32                                                           | 32                                                           | Střely   | 34                                                                     | Rozhodčí: Mikael Sjöqvist Morgan Johansson |

| 18. prosince 2011 15:00 SEČ | Švédsko | 3 – 4 (1:1, 1:2, 1:1) | Finsko | Megasport Arena, Moskva Návštěvnost: 4 000 |  |

| Report                                                      |                                                             |          |                                                                           |                                                |
| Joacim Eriksson                                             | Joacim Eriksson                                             | Brankáři | Teemu Lassila                                                             | Rozhodčí: Vjačeslav Buljanov Konstantin Olenin |
| Patrik Zackrisson 6' Jonas Andersson 22' Mattias Ekholm 60' | Patrik Zackrisson 6' Jonas Andersson 22' Mattias Ekholm 60' |          | 19' Ville Uusitalo 23' Tuomas Kiiskinen 37' Mikko Kousa 59' Harri Pesonen | Rozhodčí: Vjačeslav Buljanov Konstantin Olenin |
| 10 min                                                      | 10 min                                                      | Tresty   | 22 min                                                                    | Rozhodčí: Vjačeslav Buljanov Konstantin Olenin |
| 23                                                          | 23                                                          | Střely   | 35                                                                        | Rozhodčí: Vjačeslav Buljanov Konstantin Olenin |

## Tabulka
| Poř. | Tým     | Z | V | VP | PP | P | VG | OG | B |
| ---- | ------- | - | - | -- | -- | - | -- | -- | - |
| 1.   | Švédsko | 3 | 2 | 0  | 0  | 1 | 9  | 7  | 6 |
| 2.   | Česko   | 3 | 1 | 1  | 0  | 1 | 10 | 6  | 5 |
| 3.   | Rusko   | 3 | 1 | 0  | 1  | 1 | 8  | 8  | 4 |
| 4.   | Finsko  | 3 | 1 | 0  | 0  | 2 | 5  | 11 | 3 |

Z = Odehrané zápasy; V = Výhry; VP = Výhry v prodloužení/nájezdech; PP = Prohry v prodloužení/nájezdech; VG = vstřelené góly; OG = obdržené góly; B = Body

## Lídři kanadského bodování
| Poř.   | Hráč             | Země    | Z | G | A | B | +/− | TM | POZ |
| ------ | ---------------- | ------- | - | - | - | - | --- | -- | --- |
| 1.     | Staffan Kronwall | Švédsko | 3 | 3 | 1 | 4 | +1  | 2  | O   |
| 2.     | Alexandr Radulov | Rusko   | 3 | 1 | 3 | 4 | +1  | 25 | Ú   |
| 3.     | Zbyněk Irgl      | Česko   | 3 | 3 | 0 | 3 | +1  | 2  | Ú   |
| 4.-5.  | Petr Vrána       | Česko   | 3 | 2 | 1 | 3 | 0   | 0  | Ú   |
| 4.-5.  | Dick Axelsson    | Švédsko | 3 | 2 | 1 | 3 | +1  | 2  | Ú   |
| 6.     | Tuomas Kiiskinen | Finsko  | 3 | 1 | 2 | 3 | 0   | 0  | Ú   |
| 7.     | Carl Söderberg   | Švédsko | 3 | 0 | 3 | 3 | +1  | 2  | Ú   |
| 8.-10. | Roman Červenka   | Česko   | 3 | 2 | 0 | 2 | +3  | 0  | Ú   |
| 8.-10. | Harry Pesonen    | Finsko  | 3 | 2 | 0 | 2 | +1  | 0  | Ú   |
| 8.-10. | Nikolaj Žerděv   | Rusko   | 3 | 2 | 0 | 2 | -1  | 0  | Ú   |

Z = Odehrané zápasy; G = Góly; A = Asistence; B = Body; +/− = Plus/Minus; TM = Trestné minuty; POZ = Pozice
Zdroj:

## Brankáři
| Poř. | Hráč               | Země    | ČNL    | OG | POG   | %ChS | ČK |
| ---- | ------------------ | ------- | ------ | -- | ----- | ---- | -- |
| 1.   | Tomáš Pöpperle     | Česko   | 60:00  | 1  | 95.65 | 1.00 | 0  |
| 2.   | Viktor Fasth       | Švédsko | 120:00 | 3  | 93.88 | 1.50 | 0  |
| 3.   | Jakub Štěpánek     | Česko   | 123:48 | 5  | 91.67 | 2.42 | 0  |
| 4.   | Konstantin Barulin | Rusko   | 119:19 | 4  | 91.30 | 2.01 | 1  |
| 5.   | Teemu Lassila      | Finsko  | 120:00 | 6  | 88.89 | 3.00 | 0  |

ČNL = Čas na ledě (minuty:sekundy); OG = Obdržené góly; POG = Průměr obdržených gólů; %ChS = Procentuální úspěšnost chycených střel; ČK = Čistá konta
Zdroj:

## Ocenění

### Nejlepší hráči
Vybráni direktoriátem turnaje.
| Pozice              | Jméno            | Tým     |
| ------------------- | ---------------- | ------- |
| Brankář             | Viktor Fasth     | Švédsko |
| Obránce             | Staffan Kronwall | Švédsko |
| Útočník             | Alexandr Radulov | Rusko   |
| Nejužitečnější hráč | Zbyněk Irgl      | Česko   |

## Soupisky
| Umístění | Mužstvo | Hráči |
| -------- | ------- | --- |
| 1.       | Švédsko | Brankáři: Joacim Eriksson, Viktor Fasth Obránci: Simon Bertilsson, Tobias Viklund, Staffan Kronwall, Mattias Ekholm, Oscar Eklund, Jonas Frögren, Mattias Karlsson Útočníci: Carl Söderberg, Mikael Johansson, Mattias Sjögren, Dick Axelsson, Andreas Falk, Niclas Bergfors, Patrik Zackrisson, Niklas Persson (C), Sebastian Lauritzen, Robert Rosén, Mattias Ritola, Patrik Lundh, Nicklas Danielsson, Jonas Andersson Trenér: Pär Mårts Asistent: Peter Popovic Generální manažer: Johan Garpenlöv                                                                            |
| 2.       | Česko   | Brankáři: Jakub Štěpánek, Tomáš Pöpperle Obránci: Jakub Krejčík, Petr Čáslava, Ondřej Němec, Jakub Nakládal, Lukáš Krajíček, Marek Trončinský, Zdeněk Kutlák Útočníci: Roman Červenka, Petr Hubáček, Petr Vampola, Jakub Klepiš, Lukáš Kašpar, Zbyněk Irgl, Kamil Kreps, Vojtěch Polák, Tomáš Rolinek (C), Petr Průcha, Ivan Rachůnek, Michal Vondrka, Petr Vrána, Jakub Petružálek, Jakub Orsava, Lukáš Pech Trenér: Alois Hadamczik Asistent: Josef Paleček Generální manažer: Slavomír Lener                                                                                   |
| 3.       | Rusko   | Brankáři: Konstantin Barulin, Michail Birjukov Obránci: Nikolaj Bělov, Jevgenij Birjukov, Děnis Děnisov, Konstantin Kornějev, Ilja Nikulin, Ivan Višněvskij, Děnis Grebeškov, Dmitrij Kalinin Útočníci: Sergej Širokov, Ilja Zubov, Alexandr Radulov, Alexej Těreščenko, Jevgenij Bodrov, Enver Lisin, Viktor Tichonov, Vadim Šipačov, Igor Makarov, Děnis Kokarev, Vladimir Tarasenko, Nikolaj Žerděv, Alexandr Pěrežogin Trenér: Zinetula Biljaletdinov Asistenti: Valerij Bělov, Dmitrij Juškevič, Vladimir Myškin, Igor Nikitin, Andrej Nazarov Generální manažer: Oleg Šulja |
| 4.       | Finsko  | Brankáři: Mikko Koskinen, Teemu Lassila Obránci: Janne Jalasvaara, Joonas Järvinen, Mikko Mäenpää (C), Mikko Kousa, Mikko Jokela, Juuso Hietanen, Ilkka Heikkinen, Ville Uusitalo Útočníci: Petteri Wirtanen, Perttu Lindgren, Tuomas Kiiskinen, Marko Anttila, Tommi Huhtala, Matti Kuparinen, Joonas Kemppainen, Jonas Enlund, Oskar Osala, Harry Pesonen, Ossi Louhivaara, Juhani Jasu, Masi Marjamäki Trenér: Jukka Jalonen Asistent: Petri Matikainen, Pasi Nurminen Generální manažer: Jari Kurri                                                                           |